# ۲۲ خرداد
۲۲ خرداد هشتاد و چهارمین روز از سال در گاه‌شماری خورشیدی است. به پایان سال ۲۸۱ روز (۲۸۲ روز در سال کبیسه) باقی‌است.

## رویدادها
- ۱۳۶۵ - ازدواج یاسمین پهلوی با رضا پهلوی
- ۱۳۸۴ - تجمع ۲۲ خرداد ۱۳۸۴
- ۱۳۸۵ - تجمع ۲۲ خرداد ۱۳۸۵
- ۱۳۸۸ - برگزاری دهمین انتخابات ریاست‌جمهوری ایران
- ۱۳۸۸ - کودتای ۲۲ خرداد ۱۳۸۸
- ۱۳۹۰ - تظاهرات ۲۲ خرداد ۱۳۹۰ جنبش سبز
- ۱۳۹۶ - رقابت ۲۲ خرداد ۱۳۹۶ تیم ملی فوتبال ایران با تیم ملی فوتبال ازبکستان در مرحله مقدماتی جام جهانی فوتبال ۲۰۱۸ آسیا
- ۱۳۹۸ - انتشار بیانیه ۱۴ فعال سیاسی
- ۱۴۰۳ - رقابت ۲۲ خرداد ۱۴۰۳ تیم ملی فوتبال ایران با تیم ملی فوتبال ازبکستان در مرحله مقدماتی جام جهانی فوتبال ۲۰۲۶ آسیا

## زادروزها
- ۱۳۰۱ - پروین سلیمانی، بازیگر
- ۱۳۰۶ - اصغر بیچاره، بازیگر
- ۱۳۱۳ - حسین سرشار، بازیگر
- ۱۳۲۷ - صادق زیباکلام، آموزگار علوم سیاسی
- ۱۳۲۹ - محمدجواد تندگویان، سیاستمدار
- ۱۳۶۳ - رضا ناصحی، فوتبالیست

## درگذشتگان
- ۵۰۳ - حسن صباح، بنیان‌گذار اسماعیلیان الموت
- ۱۳۹۱ - عبدالمجید یعقوب‌پور، بنیان‌گذار زمین‌شناسی پزشکی ایران
- ۱۳۹۵ - حمید سبزواری، شاعر
- ۱۳۹۵ - اصغر بیچاره، بازیگر
- ۱۴۰۱ - ایرج صفاتی دزفولی، نماینده دوره پنجم مجلس شورای اسلامی از حوزه انتخابیه آبادان و از نجات‌یافتگان بمب‌گذاری در دفتر حزب جمهوری اسلامی

## یادبودها
- روز همبستگی زنان ایران [پیوند مرده]